# Total shareholder return
Total Shareholder Return (usualmente referido pela sigal TSR) é um conceito usado para medir a performance de ações de diferentes empresas em certo intervalo de tempo, combinando o preço da ação e os dividendos para demonstrar o retorno proporcionado ao acionista.
{\displaystyle Price_{begin}} = preço da ação no início do período,
{\displaystyle Price_{end}} = preço da ação no final do período,
Dividends = dividendos pagos e
TSR = Total Shareholder Return, TSR determinado como
{\displaystyle TSR={\frac {(Price_{end}-Price_{begin})+Dividends}{Price_{begin}}}}